# Voglherd (Bad Heilbrunn)
Voglherd ist ein Gemeindeteil von Bad Heilbrunn im oberbayerischen Landkreis Bad Tölz-Wolfratshausen. Die Einöde liegt circa drei Kilometer südlich von Bad Heilbrunn.

## Baudenkmäler
Siehe auch: Liste der Baudenkmäler in Bad Heilbrunn#Andere Ortsteile
- Ehemaliges Jägerhaus des Klosters Benediktbeuern